# 沃倫盧茨克足球俱樂部
沃倫盧茨克足球俱樂部（烏克蘭語：ФК «Волинь» Луцьк）是烏克蘭的一家職業足球俱樂部。位於盧茨克。球隊參加烏克蘭足球甲級聯賽的賽事。
自1960年成立以来，该球队是沃倫州唯一的主要职业足球队。

## 外部連結
- Official website
- （乌克兰語） FC Volyn website （页面存档备份，存于）
- （英文） FC Volyn Lutsk profile at UEFA.com （页面存档备份，存于）
- （英文） Volyn Lutsk profile at Official website of the Ukrainian Premier League
- （英文） Ukrainian Soccer Team Volyn
- （英文） Volyn Lutsk at transfermarkt （页面存档备份，存于）